# Sortu
Sortu ("néixer" o "brotar" en basc) és un partit polític independentista basc i socialista constituït al febrer del 2011 i fundat oficialment el 22 de febrer de 2013. És part de l'esquerra abertzale i és fruit de la nova aposta d'aquest moviment per un canvi de cicle polític, superant l'estratègia politicomilitar de la qual també formava part ETA. En aquest sentit, Sortu és l'eina a partir de la qual l'esquerra abertzale vol estructurar un front d'esquerres i sobiranista que confronti amb els estats espanyol i francès en un plànol institucional i de masses.
En una conferència de premsa feta el 8 de febrer de 2011, els simpatitzants del partit van donar suport a un Estat basc "dins un marc de la Unió Europea, exclusivament a través de vies pacífiques i polítiques".
Arnaldo Otegi fou el seu secretari general des de la celebració del congrés constituent l'any 2013 fins al 23 de setembre de 2017, instant en el qual prengué la secretari general d'EH Bildu i fou substituït per Arkaitz Rodriguez.